# Serie A 1975/76
De Serie A 1975/76 was het 73ste voetbalkampioenschap (scudetto) in Italië en het 45ste seizoen van de Serie A. Torino werd kampioen.

## Eindstand
|     | Team            | Ptn | Wed | W  | G  | V  | DV | DT | Opmerking |
| --- | --------------- | --- | --- | -- | -- | -- | -- | -- | --------- |
| 1.  | Torino Calcio   | 45  | 30  | 18 | 9  | 3  | 49 | 22 | EC I      |
| 2.  | Juventus FC     | 43  | 30  | 18 | 7  | 5  | 46 | 26 | UEFA Cup  |
| 3.  | AC Milan        | 38  | 30  | 15 | 8  | 7  | 42 | 28 | UEFA Cup  |
| 4.  | Internazionale  | 37  | 30  | 14 | 9  | 7  | 36 | 28 | UEFA Cup  |
| 5.  | SSC Napoli      | 36  | 30  | 13 | 10 | 7  | 40 | 27 | EC II     |
| 6.  | AC Cesena       | 32  | 30  | 9  | 14 | 7  | 39 | 35 | UEFA Cup  |
| 6.  | Bologna         | 32  | 30  | 9  | 14 | 7  | 32 | 32 |           |
| 8.  | AC Perugia      | 31  | 30  | 10 | 11 | 9  | 31 | 34 |           |
| 9.  | AC Fiorentina   | 27  | 30  | 9  | 9  | 12 | 39 | 39 |           |
| 10. | AS Roma         | 25  | 30  | 6  | 13 | 11 | 25 | 31 |           |
| 11. | Hellas Verona   | 24  | 30  | 8  | 8  | 14 | 35 | 46 |           |
| 11. | Sampdoria Genua | 24  | 30  | 8  | 8  | 14 | 21 | 32 |           |
| 13. | Lazio Roma      | 23  | 30  | 6  | 11 | 13 | 35 | 40 |           |
| 13. | Ascoli          | 23  | 30  | 4  | 15 | 11 | 19 | 34 | Serie B   |
| 15. | Como            | 21  | 30  | 5  | 11 | 14 | 28 | 36 | Serie B   |
| 16. | Cagliari Calcio | 19  | 30  | 5  | 9  | 16 | 25 | 52 | Serie B   |

## Statistieken

### Topscorers
- In onderstaand overzicht zijn alleen de spelers opgenomen met tien of meer treffers achter hun naam.

| № | Naam               | Club           | Goals | Pen. | Duels | Gem. |
| - | ------------------ | -------------- | ----- | ---- | ----- | ---- |
| 1 | Paolino Pulici     | Torino FC      | 21    | 4    | 30    |      |
| 2 | Roberto Bettega    | Juventus       | 15    | 0    | 29    |      |
| 2 | Francesco Graziani | Torino FC      | 15    | 0    | 29    |      |
| 4 | Giuseppe Savoldi   | SSC Napoli     | 14    | 7    | 28    |      |
| 5 | Egidio Calloni     | AC Milan       | 13    | 4    | 25    |      |
| 6 | Claudio Desolati   | ACF Fiorentina | 10    | 1    | 21    |      |
| 7 | Roberto Boninsegna | Internazionale | 10    | 1    | 26    |      |

### Scheidsrechters
| Naam            | Geboren    | Debuut     | Duels | Kreeg geel | Kreeg voor de tweede keer geel en dus rood | Weggestuurd | Pen. |
| --------------- | ---------- | ---------- | ----- | ---------- | ------------------------------------------ | ----------- | ---- |
| Enzo Barbaresco | 24.04.1937 | 03.12.1967 | 7     | ?          | ?                                          | ?           | 1    |

### Torino FC
Bijgaand een overzicht van de spelers van Internazionale, die in het seizoen 1975/76 onder leiding van trainer-coach Luigi Radice voor de zevende keer in de clubgeschiedenis kampioen van Italië werden.
| Naam                     | Min.  | Duels | B  | Werd in het veld gebracht | Werd van het veld gehaald | Goal | Kreeg geel | Kreeg voor de tweede keer geel en dus rood | Weggestuurd |
| ------------------------ | ----- | ----- | -- | ------------------------- | ------------------------- | ---- | ---------- | ------------------------------------------ | ----------- |
| Paolino Pulici           | 2555' | 30    | 30 | 0                         | 5                         | 21   | ?          | ?                                          | ?           |
| Patrizio Sala            | 2600' | 30    | 30 | 0                         | 1                         | 0    | ?          | ?                                          | ?           |
| Roberto Salvadori        | 2593' | 30    | 30 | 0                         | 1                         | 0    | ?          | ?                                          | ?           |
| Luciano Castellini       | 2476' | 29    | 29 | 0                         | 2                         | 0    | ?          | ?                                          | ?           |
| Francesco Graziani       | 2520' | 29    | 29 | 0                         | 0                         | 15   | ?          | ?                                          | ?           |
| Roberto Mozzini          | 2491' | 29    | 29 | 0                         | 1                         | 0    | ?          | ?                                          | ?           |
| Eraldo Pecci             | 2520' | 29    | 29 | 0                         | 0                         | 2    | ?          | ?                                          | ?           |
| Claudio Sala             | 2520' | 29    | 29 | 0                         | 0                         | 1    | ?          | ?                                          | ?           |
| Vittorio Caporale        | 2430' | 28    | 28 | 0                         | 0                         | 0    | ?          | ?                                          | ?           |
| Renato Zaccarelli        | 2425' | 28    | 28 | 0                         | 1                         | 4    | ?          | ?                                          | ?           |
| Nello Santin             | 2095' | 25    | 25 | 0                         | 2                         | 0    | ?          | ?                                          | ?           |
| Fabrizio Gorin           | 801'  | 12    | 9  | 3                         | 1                         | 1    | ?          | ?                                          | ?           |
| Salvatore Garritano      | 143'  | 5     | 1  | 4                         | 0                         | 1    | ?          | ?                                          | ?           |
| Giuseppe Pallavicini     | 210'  | 4     | 2  | 2                         | 0                         | 0    | ?          | ?                                          | ?           |
| Romano Cazzaniga         | 134'  | 3     | 1  | 2                         | 0                         | 0    | ?          | ?                                          | ?           |
| Marino Lombardo          | 187'  | 3     | 1  | 2                         | 0                         | 0    | ?          | ?                                          | ?           |
| Roberto Bacchin          | 10'   | 1     | 0  | 1                         | 0                         | 0    | ?          | ?                                          | ?           |
|                          |       |       |    |                           |                           |      |            |                                            |             |
| Claudio Bencina          | 0     | 0     | 0  | 0                         | 0                         | 0    | 0          | 0                                          | 0           |
| Alessandro Loris Bonesso | 0     | 0     | 0  | 0                         | 0                         | 0    | 0          | 0                                          | 0           |
| Giuseppe Greco           | 0     | 0     | 0  | 0                         | 0                         | 0    | 0          | 0                                          | 0           |
| Giovanni Roccotelli      | 0     | 0     | 0  | 0                         | 0                         | 0    | 0          | 0                                          | 0           |

Scudetto:
1898 ·
1899 ·
1900 ·
1901 ·
1902 ·
1903 ·
1904 ·
1905 ·
1906 ·
1907 ·
1908 ·
1909 ·
1909/10 ·
1910/11 ·
1911/12 ·
1912/13 ·
1913/14 ·
1914/15 ·
1915/16 · 1916/17 · 1917/18 · 1918/19 · 
1919/20 ·
1920/21 ·
1921/22 ·
1922/23 ·
1923/24 ·
1924/25 ·
1925/26 ·
1926/27 ·
1927/28 ·
1928/29

Serie A:
1929/30 ·
1930/31 ·
1931/32 ·
1932/33 ·
1933/34 ·
1934/35 ·
1935/36 ·
1936/37 ·
1937/38 ·
1938/39 ·
1939/40 ·
1940/41 ·
1941/42 ·
1942/43 ·
1944/45 ·
1945/46 ·
1946/47 ·
1947/48 ·
1948/49 ·
1949/50 ·
1950/51 ·
1951/52 ·
1952/53 ·
1953/54 ·
1954/55 ·
1955/56 ·
1956/57 ·
1957/58 ·
1958/59 ·
1959/60 ·
1960/61 ·
1961/62 ·
1962/63 ·
1963/64 ·
1964/65 ·
1965/66 ·
1966/67 ·
1967/68 ·
1968/69 ·
1969/70 ·
1970/71 ·
1971/72 ·
1972/73 ·
1973/74 ·
1974/75 ·
1975/76 ·
1976/77 ·
1977/78 ·
1978/79 ·
1979/80 ·
1980/81 ·
1981/82 ·
1982/83 ·
1983/84 ·
1984/85 ·
1985/86 ·
1986/87 ·
1987/88 ·
1988/89 ·
1989/90 ·
1990/91 ·
1991/92 ·
1992/93 ·
1993/94 ·
1994/95 ·
1995/96 ·
1996/97 ·
1997/98 ·
1998/99 ·
1999/00 ·
2000/01 ·
2001/02 ·
2002/03 ·
2003/04 ·
2004/05 ·
2005/06 ·
2006/07 ·
2007/08 ·
2008/09 ·
2009/10 ·
2010/11 ·
2011/12 ·
2012/13 ·
2013/14 ·
2014/15 ·
2015/16 ·
2016/17 .
2017/18 ·
2018/19 ·
2019/20 ·
2020/21 ·
2021/22 ·
2022/23 ·
2023/24 .
2024/25